# District non métropolitain
Un district non métropolitain (en anglais : non-metropolitan district ou shire district) est un type de district en Angleterre. 

## Historique
À l'origine[Quand ?], il s'agit de subdivisions des comtés non métropolitains (en anglais : non-metropolitan counties ou shire counties). 
Avec le Local Government Act de 1972, entré en vigueur le 1er avril 1974, les 296 districts non-métropolitains originaux ont été créés. 
Les réformes de 1990 et de 2009 ont réduit leur nombre à 201 districts répartis dans les 27 comtés non-métropolitains.